# Xanthopimpla terminalis
Xanthopimpla terminalis är en stekelart som först beskrevs av Brulle 1846.  Xanthopimpla terminalis ingår i släktet Xanthopimpla och familjen brokparasitsteklar. Inga underarter finns listade i Catalogue of Life.